# Білокуріхинський міський округ
Білокурі́хинський міський округ (рос. Белокурихинский городской округ) — міський округ у складі Алтайського краю Російської Федерації.
Адміністративний центр та єдиний населений пункт  — місто Білокуріха.

## Населення
Населення — 15160 осіб (2019; 14661 в 2010, 14533 у 2002).